# 漫威電影宇宙：第三階段
漫威電影宇宙：第三階段（英語：Marvel Cinematic Universe: Phase Three）是基於漫威漫畫出版物中的角色製作的超級英雄系列電影，是漫威電影宇宙的第三階段，共包括11部電影。2016年電影《美國隊長3：英雄內戰》是這個階段的第一部電影，該階段完結於2019年電影《蜘蛛人：離家日》。此外，本系列還包括超級英雄集結影片《復仇者聯盟3：無限之戰》（2018年）和《復仇者聯盟：終局之戰》（2019年）。凱文·費吉擔當本階段每部電影的監製，艾美·帕斯卡與他共同擔當《蜘蛛人：返校日》和《蜘蛛人：離家日》的監製，史提芬·布魯薩德（Stephen Broussard）與他共同擔當《蟻人與黃蜂女》的監製。本階段11部電影共計收穫票房超過135億美元，在市場取得巨大成功。《復仇者聯盟4：終局之戰》成為全球最高票房的超級英雄電影。
克里斯·伊凡和湯姆·霍蘭德在本階段分別以主演或客串出演身份出現於5部電影當中。漫威影業還圍繞索爾製作3部仿紀錄片短片。本階段與第一階段和第二階段合成漫威電影宇宙的第一個完整階段無限傳奇，其後為第四階段。

## 開發
2014年10月28日，漫威影業總裁凱文·費吉在好萊塢酋長石戲院確定將開啟製作本階段影片。隨後，漫威在該計劃中增加《蜘蛛人：返校日》和《蟻人與黃蜂女》。此後，漫威推遲了《雷神索爾3：諸神黃昏》、《黑豹》和《驚奇隊長》的製作和上映時間。為避免劇透，《復仇者聯盟3：無限之戰》和《復仇者聯盟4：終局之戰》在北美的上映時間提前了一週，以匹配國際其他國家和地區的上映時間。電影《異人族》原計劃於2018年11月2日上映，但是在2014年12月，電視劇《神盾局特工》第二季中率先引入了異人族的概念和角色，相關故事在此後的劇中不斷發展。2016年4月，電影《異人族》被移出漫威電影的上映檔期表，但是該項目未被正式取消。2016年11月，費吉表示：「漫威肯定會製作電影《異人族》，只是不在現在。也可能會製作成電視劇。或許在第四階段中開啟相關電影的製作。」不久之後，漫威影業表示異人族相關角色更適合製作成電視劇，漫威電視宣佈製作8集電視劇《異人族》，計劃於美國廣播公司播出。電視劇《異人族》不是已經捨棄的電影項目的重製，亦不是《神盾局特工》的衍生劇。但是它仍然屬於漫威電影宇宙。
2014年，索尼影業遭遇駭客入侵，漫威正在與索尼協商共用蜘蛛人的影視改編權的消息被洩露。漫威計劃於電影《美國隊長3：英雄內戰》中引入全新版本的蜘蛛人，並且在未來電影中繼續使用蜘蛛人，讓他成為復仇者的一員。同時漫威允許索尼保持最終的創意控制權，並允許索尼在此後潛在的蜘蛛人電影中使用一些漫威的其他角色。2015年2月9日，索尼與漫威共同宣佈索尼將會推出一部蜘蛛人電影，影片由漫威影業總裁凱文·費吉聯合索尼聯合董事長艾美·帕斯卡共同監製，索尼將繼續擁有蜘蛛人系列電影的財務權、發行權以及最終的創意控制權。2015年6月23日，湯姆·霍蘭德確認出演「蜘蛛人」彼得·帕克，他將於《美國隊長3：英雄內戰》首次現身。
《復仇者聯盟3：無限之戰》和《復仇者聯盟4：終局之戰》最初的標題分別為《復仇者聯盟3：無限之戰（上）》（Avengers: Infinity War - Part 1）和《復仇者聯盟3：無限之戰（下）》（Avengers: Infinity War - Part 2）。2016年7月，漫威宣佈不再採用這種做法，上部將保留「無限之戰」（Infinity War）的副標題，下部的副標題將在稍晚時間公佈。2018年12月7日，漫威在影片的第一支先行預告短片中公佈下部的副標題為「終局之戰」（Endgame）。
《黑豹》導演萊恩·庫格勒成為漫威電影宇宙的第一位黑人導演，《驚奇隊長》導演之一安娜·波頓成為漫威電影宇宙的第一位女性導演。《蟻人與黃蜂女》的「黃蜂女」荷普·汎·戴茵和《驚奇隊長》的「驚奇隊長」卡蘿·丹佛斯成為漫威電影宇宙的首兩位女性超級英雄主角。
漫威電影宇宙影片此前已獲得多項奧斯卡提名。2019年，《黑豹》在第91屆奧斯卡金像獎中贏得最佳服裝設計獎、最佳原創音樂獎和最佳藝術指導獎3個獎項。《黑豹》共獲得奧斯卡7項提名，其中包括最佳影片，這是超級英雄電影第一次取得該獎項提名。
史丹·李於2018年11月逝世，他最後一次在漫威電影宇宙影片中客串出現於《復仇者聯盟4：終局之戰》。

## 電影
| 序 | 電影                      | 美國上映日期  | 導演                     | 編劇                                                                               | 監製                       |
| -- | ------------------------- | ------------- | ------------------------ | ---------------------------------------------------------------------------------- | -------------------------- |
| 13 | 《美國隊長3：英雄內戰》   | 2016年5月6日  | 安東尼·羅素和約瑟夫·羅素 | 克里斯多佛·馬庫斯和史蒂芬·麥費利                                                   | 凱文·費吉                  |
| 14 | 《奇異博士》              | 2016年11月4日 | 史考特·德瑞森            | 乔·斯派茨、史考特·德瑞森和C·羅拔·卡吉爾                                            | 凱文·費吉                  |
| 15 | 《星際異攻隊2》           | 2017年5月5日  | 詹姆斯·岡恩              | 詹姆斯·岡恩                                                                        | 凱文·費吉                  |
| 16 | 《蜘蛛人：返校日》        | 2017年7月7日  | 強·華茲                  | 強納森·高斯汀＆約翰·戴利和 強·華茲＆克里斯多佛·福特和 克里斯·麥肯納＆艾瑞克·桑默斯 | 凱文·費吉和艾美·帕斯卡     |
| 17 | 《雷神索爾3：諸神黃昏》   | 2017年11月3日 | 塔伊加·維迪提            | 艾瑞克·皮爾森和克雷格·凱爾＆克里斯多夫·約斯特                                      | 凱文·費吉                  |
| 18 | 《黑豹》                  | 2018年2月16日 | 萊恩·庫格勒              | 萊恩·庫格勒＆喬·羅伯特·高爾                                                        | 凱文·費吉                  |
| 19 | 《復仇者聯盟3：無限之戰》 | 2018年4月27日 | 安東尼·羅素和約瑟夫·羅素 | 克里斯多佛·馬庫斯＆史蒂芬·麥費利                                                   | 凱文·費吉                  |
| 20 | 《蟻人與黃蜂女》          | 2018年7月6日  | 佩顿·里德                | 克里斯·麥肯納＆艾瑞克·桑默斯和 保羅·路德＆安德魯·巴勒＆加布里埃爾·法拉利           | 凱文·費吉和史提芬·布魯薩德 |
| 21 | 《驚奇隊長》              | 2019年3月8日  | 安娜·波頓和瑞安·弗雷克   | 安娜·波頓＆瑞安·弗雷克＆吉妮瓦·羅伯森-多瑞                                         | 凱文·費吉                  |
| 22 | 《復仇者聯盟4：終局之戰》 | 2019年4月26日 | 安東尼·羅素和約瑟夫·羅素 | 克里斯多佛·馬庫斯＆史蒂芬·麥費利                                                   | 凱文·費吉                  |
| 23 | 《蜘蛛人：離家日》        | 2019年7月2日  | 強·華茲                  | 克里斯·麥肯納＆艾瑞克·桑默斯                                                       | 凱文·費吉和艾美·帕斯卡     |

### 《美國隊長3：英雄內戰》（2016年）

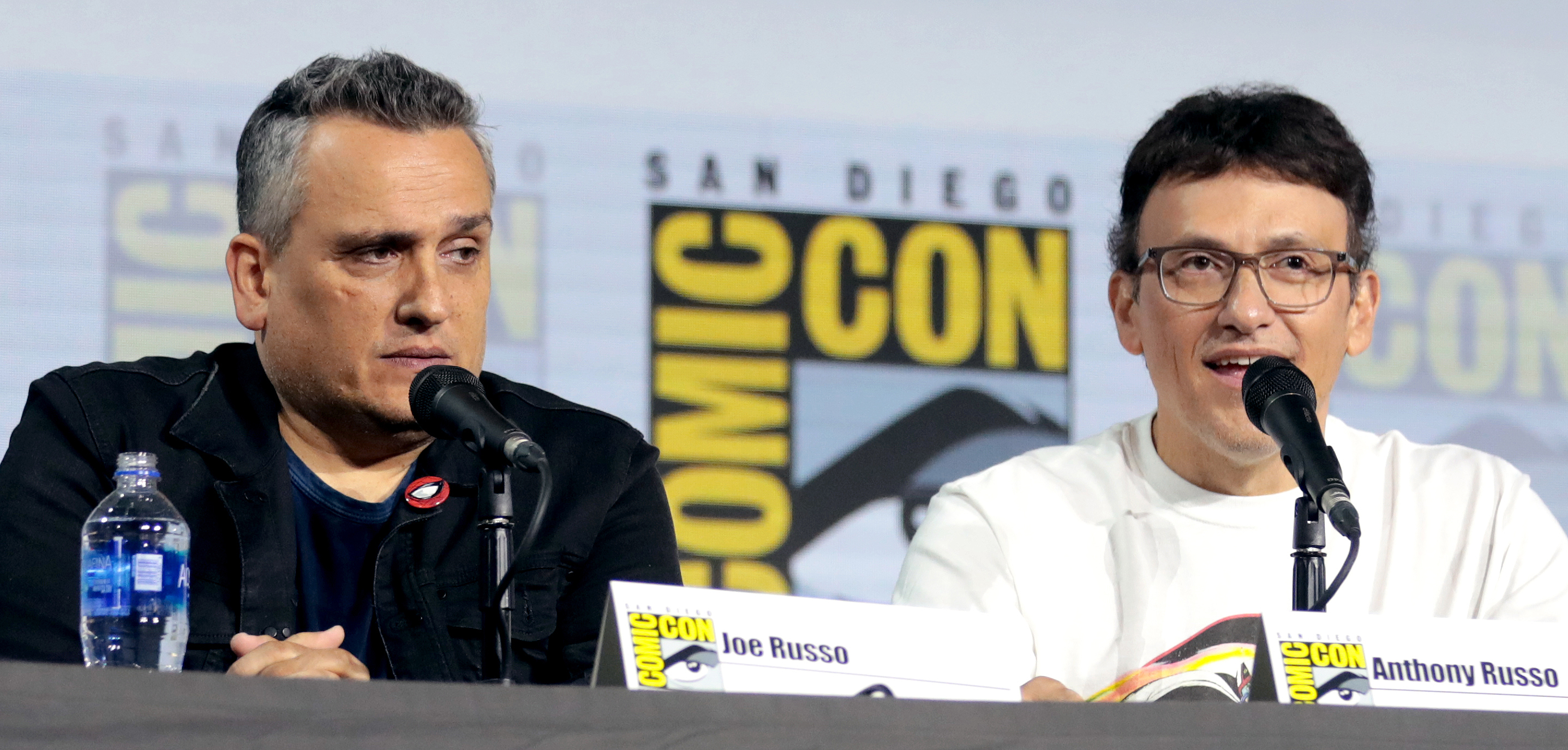
《美國隊長2：酷寒戰士》、《美國隊長3：英雄內戰》、《復仇者聯盟3：無限之戰》和《復仇者聯盟4：終局之戰》的導演安東尼·羅素和約瑟夫·羅素

《復仇者聯盟2：奥創紀元》中的蘇科維亞事件促使各國政府通過《超級英雄註冊法案》（Superhuman Registration Act），或稱為《蘇科維亞協定》（Sokovia Accords），該法案規定由聯合國規管超能人類的活動，並要求復仇者們對此負責；而復仇者聯盟對此的意見各異，於是他們分成兩個陣營，一支由美國隊長帶領，另一支由鋼鐵人領頭，同時他們還要面對著一個新的敵人赫穆·齊莫，他找復仇者尋求報復。
2014年1月，安東尼·羅素和約瑟夫·羅素與漫威簽約，確定執導影片。3月，克里斯·伊凡確定回歸，繼續飾演「美國隊長」史提芬·羅傑斯，凯文·费吉繼續擔任影片監製，克里斯多佛·馬庫斯和史蒂芬·麥費利繼續擔任編劇。2014年10月，電影的名稱正式宣佈為《美國隊長3：英雄內戰》（Captain America: Civil War），小勞勃·道尼將繼續飾演「鋼鐵人」東尼·史塔克。電影改編自漫畫《內戰》的故事情節。這是漫威電影宇宙系列第三階段的首部電影。電影於2015年4月在松林亞特蘭大製片廠開機，並於2015年8月殺青。《美國隊長3：英雄內戰》於2016年4月12日在好萊塢舉行首映，於4月27日在國際上映，及後在2016年5月6日於北美上映。
《美國隊長3：英雄內戰》的故事設定於《復仇者聯盟2：奧創紀元》事件的1年後，電影中湯姆·霍蘭德將首次飾演「蜘蛛人」彼得·帕克及查德威克·鮑斯曼飾演「黑豹」帝查拉。根據計劃，兩個角色將分別於2017年和2018年推出獨立角色的電影。威廉·赫特將重演他在《無敵浩克》中的賽迪斯·羅斯，並成為現在的美國國務卿。在片末字幕中段彩蛋中，帝查拉為史提芬·羅傑斯和「酷寒戰士」巴基·巴恩斯於瓦干達提供庇護，羅素兄弟在影片中採用了來自《黑豹》的導演萊恩·庫格勒關於瓦干達所投入的外觀和設計。

### 《奇異博士》（2016年）
世界上頂級的神經外科醫生史蒂芬·史傳奇被捲入一場毀掉其職業生涯的車禍之中，他開始了一次治療之旅，並在途中遇到至尊魔法師古一，他教導史傳奇使用魔法並保衛地球免受神秘力量的威脅。
2010年6月，托馬斯·迪恩·唐納利和喬舒亞·奧本海默獲聘編寫以奇異博士為主角的電影劇本。2013年1月，凯文·费吉確認《奇異博士》將會成為第三階段電影的一部分。2014年6月，史考特·德瑞森獲聘執導。2014年12月，班奈狄克·康柏拜區獲選為演出主角人選，乔·斯派茨確認重寫劇本。2015年12月，C·羅拔·卡吉爾透露他同為該片編劇，2016年4月，有報導透露指德瑞森也為電影編寫劇本。2014年6月，電影開啟前期製作。2015年11月，電影於尼泊爾開始拍攝，該月的下旬轉到英國的朗克羅斯工作室繼續拍攝。電影的拍攝於2016年4月在紐約市結束。《奇異博士》於2016年10月13日在香港舉行首映，並於2016年10月25日在英國發行，而美國於11月4日上映。
德瑞森表示，電影的事件「大致」需時一年，結尾會「跟得上漫威電影宇宙系列其餘部分的最新發展」。《奇異博士》介紹了一個可以操縱時間的神秘遺跡——阿戈魔屠之眼，並在電影結尾時透露為「無限寶石」，特別是「時間寶石」。影片的片末中段彩蛋中，克里斯·漢斯沃飾演的索爾客串演出，與奇異博士會面。這是來自《雷神索爾3：諸神黃昏》的鏡頭，該場景是由《雷神索爾3：諸神黃昏》的導演塔伊加·维迪提執導。

### 《星際異攻隊2》（2017年）

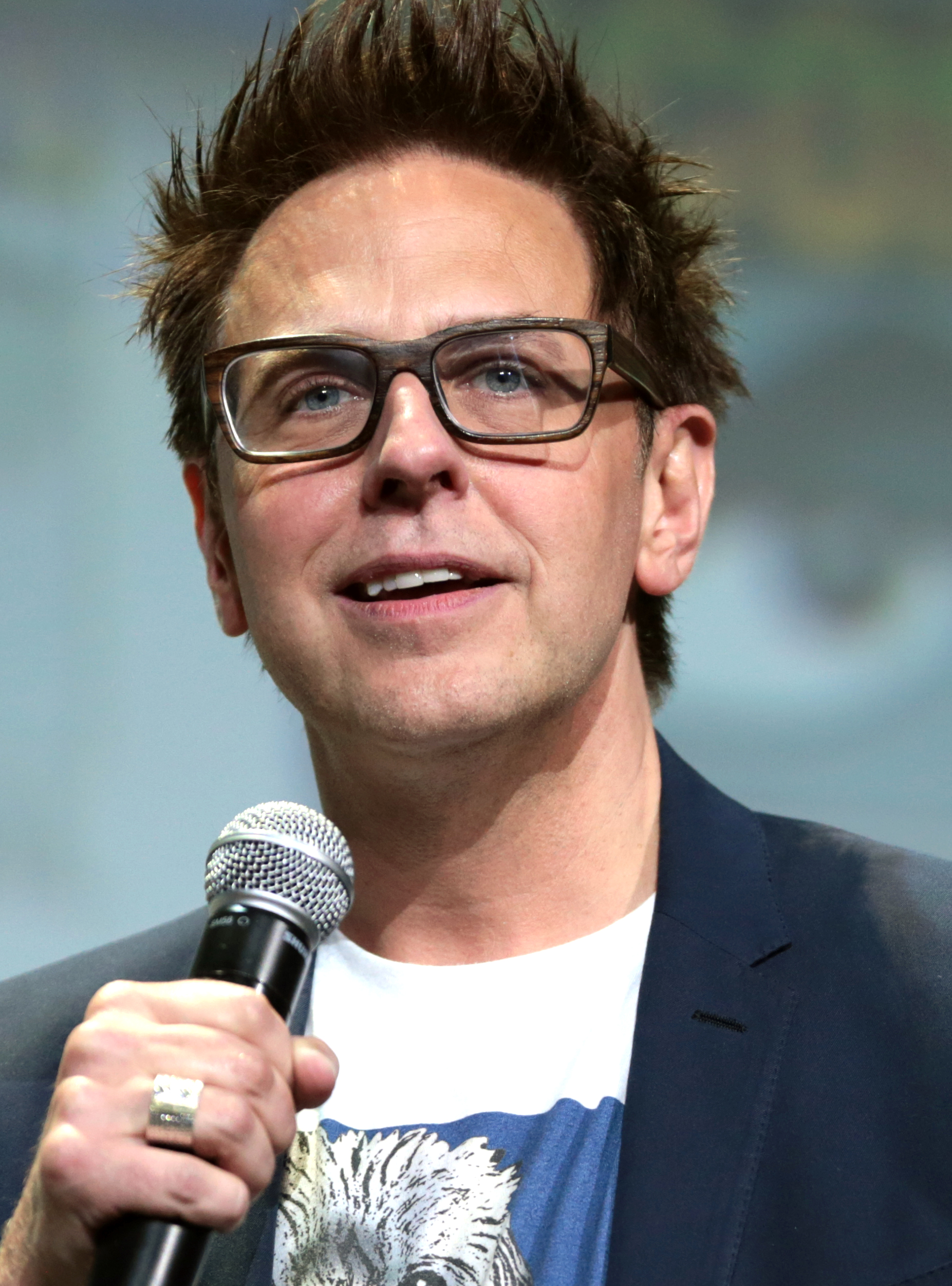
《星際異攻隊》和《星際異攻隊2》的導演詹姆斯·岡恩

星際異攻隊在整個宇宙中航行，並努力跟他們新發現的家人團聚，同時幫助「星爵」彼得·奎爾了解更多他真正的家庭關係，並且面對新的敵人。
2014年7月，《星際異攻隊》的其中一位編劇妮可·帕爾曼確認詹姆斯·岡恩將會回來擔任續集的導演及編劇。2014年12月，克里斯·普瑞特確認將會重返續集飾演「星爵」彼得·奎爾，第一部中的其他異攻隊成員均回歸出演。龐·克萊門捷夫加入劇組飾演螳螂女，卻·羅素出演伊果。2015年6月，該片定名為《星際異攻隊2》（Guardians of the Galaxy Vol. 2）。電影於2016年2月在松林亞特蘭大開拍，拍攝於2016年6月結束。《星際異攻隊2》於2017年4月10日在東京舉行首映，並於2017年5月5日上映。
電影設定於2014年《星際異攻隊》的事件發生的兩至三個月後，片尾字幕中期彩蛋包含了亞當術士的介紹，而導演詹姆斯·岡恩原本打算讓亞當術士在《星際異攻隊2》中完全亮相，他指出，亞當術士可能出現於未來的《星際異攻隊》系列電影中，並且被視為漫威電影宇宙中「非常重要的一部分」。由傑夫·高布倫飾演的宗師在片末結束的時候跳舞，之後他在《雷神索爾3：諸神黃昏》中演出。

### 《蜘蛛人：返校日》（2017年）
彼得·帕克在東尼·史塔克的指導下，試圖平衡成為英雄蜘蛛人與他的高中生活，並要處理來自禿鷹的威脅。
2015年2月9日，索尼與漫威共同宣佈索尼將會推出一部蜘蛛人電影，影片由漫威影業總裁凱文·費吉聯合索尼聯合董事長艾美·帕斯卡共同監製，索尼將繼續擁有蜘蛛人系列電影的財務權、發行權以及最終的創意控制權。2015年4月，凯文·费吉確認電影的主角將為「蜘蛛人」彼得·帕克，並在2015年10月起，當他們宣布第三階段電影的全盤計劃，他們一直努力把蜘蛛人加到漫威電影系列之中，並說：「漫威不會在落實任何事情前公布任何東西，所以我們在10月份以計劃A一起前進，若（這件事）在索尼進行的話則會進行計劃B，所有東西將會轉移到那裡。我們一直在考慮蜘蛛人電影的事，同時也在想想關於第三階段的電影。」2015年6月，湯姆·霍蘭德獲選為蜘蛛人進行試鏡，強·華茲獲聘為電影執導。翌月，約翰·戴利與強納森·高斯汀獲聘為電影進行編劇，其他編劇包括強·華茲和克里斯多佛·福特，以及克里斯·麥肯納 (編劇)和艾瑞克·桑默斯。2016年4月，電影定名為《蜘蛛人：返校日》（Spider-Man: Homecoming）。電影的製作於2016年6月於松林亞特蘭大製片廠展開，並於2016年10月結束。《蜘蛛人：返校日》於2017年6月28日於好萊塢舉行首映，並在7月5日在英國上映，美國則於2017年7月7日上映。
電影的時間設定於《美國隊長3：英雄內戰》事件的幾個月後，也是《復仇者聯盟》事件的8年後。2016年4月，凱文·費吉證認之前出現於漫威電影宇宙之角色將於本片中登場，包括小勞勃·道尼於不久前落實繼續出演「鋼鐵人」東尼·史塔克，強·法夫洛、葛妮絲·派特洛和克里斯·伊凡等人也重演了他們的角色。在《鋼鐵人》和《神盾局特工》中出現的清潔隊——損害控制公司亦出現於影片之中。電影中引用了以前電影的各種武器和文物，團隊為他們的武器重新定位其用途。在帕克的高校裡，其中一班有一課是有關於《蘇科維亞協定》（Sokovia Accords）和布魯斯·班納的畫像，並在學校內可見到霍華·史塔克和亞拉伯罕·艾斯金的畫像。

### 《雷神索爾3：諸神黃昏》（2017年）
雷神索爾被困於沒有雷神之鎚的另一個世界，他必須與浩克的鬥劍決鬥中倖存下來，並及時返回阿斯加德以阻止惡棍海拉和即將到來的諸神黃昏。
2014年1月，漫威宣布《雷神索爾》系列的第三部電影經已進入籌備及發展階段，並計劃定檔在《星際異攻隊2》後，大約於2016年年初開始拍攝工作。電影由克雷格·凱爾及克里斯多夫·約斯特編寫劇本，電影計劃於2017年11月3日上映。2015年10月，塔伊加·维迪提為執導《雷神奇俠3：諸神黃昏》進行商談，並於同年10月定名為《雷神索爾3：諸神黃昏》（Thor: Ragnarok）。2015年12月，史蒂芬妮·福爾瑟姆（Stephany Folsom）受聘為重寫劇本。2017年1月，據透露艾瑞克·皮爾森為電影寫了劇本，而克雷格·凱爾和克里斯多夫·約斯特也為劇本做出貢獻，三人最終也成為影片的編劇。克里斯·漢斯沃和湯姆·希德斯頓分别回歸繼續分別出演索爾及洛基，凱特·布蘭琪飾演海拉。2016年7月，電影團隊於澳洲的鄉村路播工作室製作，並於2016年10月底殺青。《雷神索爾3：諸神黃昏》於2017年10月10日在洛杉磯舉行首映，並在2017年10月24日於英國開始國際上映，隨後在2017年11月3日於美國上映。
電影設定於《雷神索爾2：黑暗世界》事件發生的4年後，《復仇者聯盟2：奧創紀元》的2年後，跟《美國隊長3：英雄內戰》及《蜘蛛人：返校日》大約在同一時期。監製布拉德·溫德鮑姆指：「事情發生在第三階段的開端，它們不像第一階段那樣環環相扣。」馬克·魯法洛和班奈狄克·康柏拜區在電影中分別飾演「浩克」布魯斯·班納及「奇異博士」史提芬·史傳奇。這部電影透露了在《雷神索爾》中，第一次出現在奧丁的保險庫裡的無限手套是假的，同時在字幕後的彩蛋中介紹了薩諾斯的太空船聖域II（Sanctuary II）。

### 《黑豹》（2018年）
「黑豹」帝查拉回到家鄉瓦干達的家中，發現兼任保護者角色的國王受到一個全球性衝突後果長期對手的挑戰。
紀錄片製片人馬克·貝利於2011年1月獲聘為《黑豹》編劇。2014年10月，電影名稱被宣布為《黑豹》（Black Panther），並由查德維克·博斯曼飾演「黑豹」帝查拉。2016年1月，瑞恩·庫格勒被宣布擔任導演，2月，喬·羅伯特·高爾被確認為電影的編劇。2016年4月，凯文·费吉證實瑞恩·庫格勒是電影的聯合編劇。拍攝於2017年1月在亞特蘭大的EUE/屏幕寶石進行，並於2017年4月殺青。《黑豹》於2018年1月29日在洛杉磯舉行首映，並於2018年2月13日開始國際放映，於2018年2月16日於美國上映。電影在非洲進行「跨國發行」，也是迪士尼電影的第一次。
電影設定於《美國隊長3：英雄內戰》事件發生的一星期後，此前在復仇者聯盟系列電影出現過的角色，包括帝查拉及克勞都會再次出現。電影的字幕後的彩蛋由賽巴斯汀·斯坦飾演的巴奇·巴恩斯客串演出。

### 《復仇者聯盟3：無限之戰》（2018年）
復仇者聯盟集結星際異攻隊，阻止薩諾斯收集所有的無限寶石。
2014年10月，漫威公佈電影名稱為《復仇者聯盟3：無限之戰（上）》（Avengers: Infinity War – Part 1）。2015年4月，漫威宣布羅素兄弟將執導影片，而克里斯多佛·馬庫斯和史蒂芬·麥費利將擔任編劇。2016年7月，漫威宣布電影名稱將簡化為《復仇者聯盟3：無限之戰》（Avengers: Infinity War）。喬許·布洛林繼續出演薩諾斯，於系列中此前電影中的演員將會各自重演他們的角色。《復仇者聯盟3：無限之戰》於2017年1月於亞特蘭大開拍，拍攝於2017年7月殺青。電影原計劃於2018年5月4日上映。額外的拍攝於蘇格蘭取景。《復仇者聯盟3：無限之戰》在2018年4月23日在洛杉磯舉行首映。電影於2018年4月25日在少數幾個國家推出，並在2018年4月27日在全球發布。
電影設定於《美國隊長3：英雄內戰》事件的2年之後。漫威在系列中多部早期的電影裡就一直埋下《無限之戰》的種子，而無限寶石作為系列電影的麥高芬；《美國隊長》的空間寶石（宇宙魔方）；《復仇者聯盟》的心靈寶石（洛基的權杖）；《雷神索爾2：黑暗世界》的現實寶石（以太）；《星際異攻隊》的力量寶石（宇宙靈球），以及《奇異博士》的時間寶石（阿迦莫多之眼）。此外，薩諾斯在《復仇者聯盟2：奥創紀元》中展示了一雙空空的無限手套。《美國隊長》中出現的紅骷髏，是最後的無限寶石——靈魂寶石的守護者。在字幕後的彩蛋中，尼克·福瑞在一個裝置上發送遇險訊號，當中有「驚奇隊長」卡蘿·丹佛斯的徽章。

### 《蟻人與黃蜂女》（2018年）

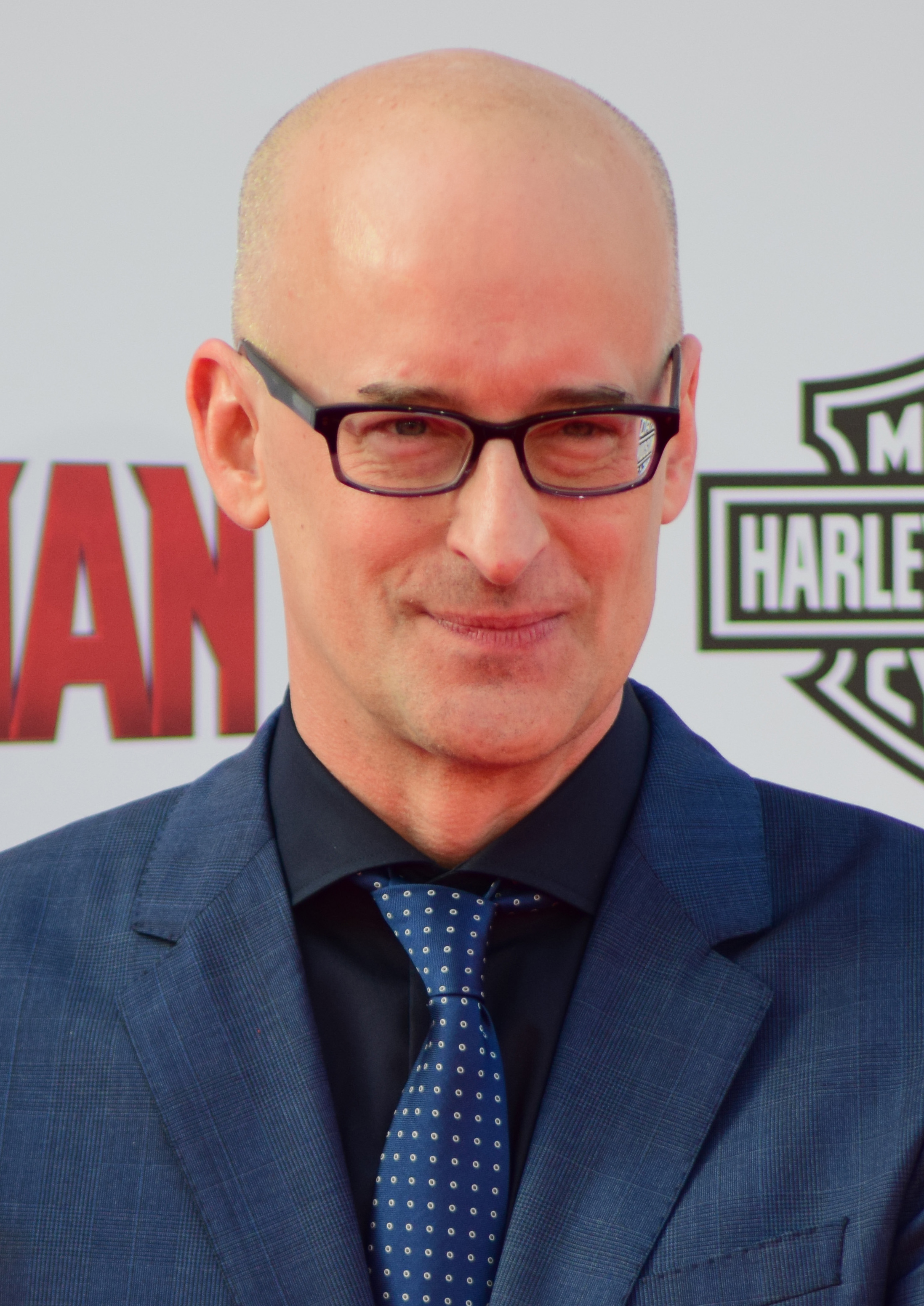
《蟻人》與《蟻人與黃蜂女》的導演派頓·瑞德

史考特·朗恩接到漢克·皮姆提出的新任務，要求他與化身黃蜂女的荷普·范·達因合作。史考特·朗恩嘗試在作為蟻人的責任與他的家庭生活之間作出平衡。
2015年10月，漫威影業公布第三階段新電影《蟻人與黃蜂女》的製作計劃，派頓·瑞德確認他於2015年11月返回崗位執導，保羅·路德和伊凡潔琳·莉莉將會繼續出演各自的角色史考特·朗恩和荷普·范·達因。2015年12月，安德魯·巴勒（Andrew Barrer）、加布里埃爾·法拉利（Gabriel Ferrari）和保羅·路德落實為電影的編劇，克里斯·麥肯納和艾瑞克·桑默斯在2017年8月透露亦有參與電影的編劇工作。2017年2月，麥可·道格拉斯確認他將會在電影中重演漢克·皮姆一角。2017年7月，蜜雪兒·菲佛確認回歸繼續出演珍妮特·范·達因。拍攝於2017年8月於亞特蘭大進行，並於舊金山進行額外的拍攝，拍攝於2017年11月結束。史提芬·布魯薩德（Stephen Broussard）亦擔當影片監製。《蟻人與黃蜂女》於2018年6月25日在好萊塢舉行首映禮，於2018年7月6日正式上映。
電影的時間設定於《美國隊長3：英雄內戰》事件的2年之後，《復仇者聯盟3：無限之戰》之前。在片末字幕中段的彩蛋中，荷普·范·達因、漢克·皮姆及珍妮特·范·達因均因《復仇者聯盟3：無限之戰》的事件而灰飛煙滅。

### 《驚奇隊長》（2019年）
地球成為銀河系兩個外星世界之間的星系間衝突中心，卡蘿·丹佛斯成為了銀河系最強大英雄之——驚奇隊長。
2013年5月，《好萊塢報道》透露漫威已有以驚奇隊長為題材的劇本。2014年10月，漫威宣布電影名稱將會是《驚奇隊長》（Captain Marvel），以卡蘿·丹佛斯為女主角。2015年4月，漫威宣布妮可·帕爾曼和梅格·蕾法芙將成為編劇。在2016年的聖地亞哥國際漫畫展上，布麗·拉森確認出演卡蘿·丹佛斯。2017年4月，安娜·波頓與瑞安·弗雷克獲聘執導影片。2016年8月，吉妮瓦·羅伯森-多瑞被透露將取代帕爾曼和勒沃夫，接任成為電影的編劇，安娜·波頓和瑞安·弗雷克也列為電影的編劇。影片拍攝於2018年1月開始。2018年3月，影片在洛杉磯開始進行主體拍攝，2018年7月殺青。電影於2019年3月8日上映。
電影的時間設定於1995年，山繆·傑克森、吉蒙·韓蘇、李·培斯和克拉克·格雷格等多位演員將會分別重演各自的角色，斯克魯爾人在影片中被首次引入漫威電影宇宙。安東尼·羅素和約瑟夫·羅素拍攝了影片片尾彩蛋，該片段取自《復仇者聯盟4：終局之戰》，其中史嘉蕾·喬韓森、克里斯·伊凡、唐·錢德爾和馬克·魯法洛分別出演各自的角色。

### 《復仇者聯盟：終局之戰》（2019年）
薩諾斯在《復仇者聯盟3：無限之戰》里消滅宇宙中的一半生命，留存的復仇者成員再次集結對抗薩諾斯，恢復宇宙秩序。
2014年10月，漫威公佈電影名稱為《復仇者聯盟3：無限之戰（下）》（Avengers: Infinity War – Part 2）。2015年4月，有報導指羅素兄弟將於5月為電影執導，而克里斯多佛·馬庫斯和史蒂芬·麥費利將會為電影寫劇本。2016年7月，漫威透露電影名稱將會作出更改，在當時影片被簡單地稱為「未命名的復仇者聯盟」（Untitled Avengers）。2018年12月，影片正式定名為《復仇者聯盟4：終局之戰》（Avengers: Endgame）。喬許·布洛林再次出演薩諾斯，以及其他演員都會重演在其他電影中出現過的角色。電影於2017年8月在亞特蘭大開始拍攝，2018年1月殺青。電影於2019年4月26日上映。
電影的時間開始時設定於《復仇者聯盟3：無限之戰》的3個星期之後，此後主要故事跳轉至5年之後。電影沒有片尾彩蛋，字幕出現時配有東尼·史塔克製作最初的鋼鐵人機甲的錘子打鐵聲音，以致敬漫威電影宇宙第一部影片《鋼鐵人》。影片上映一週之後，部分戲院在片尾添加了《蜘蛛人：離家日》先行預告短片。小勞勃·道尼飾演的東尼·史塔克和克里斯·伊凡飾演的史蒂夫·羅傑斯在《復仇者聯盟4：終局之戰》中離開漫威電影宇宙。

### 《蜘蛛人：離家日》（2019年）

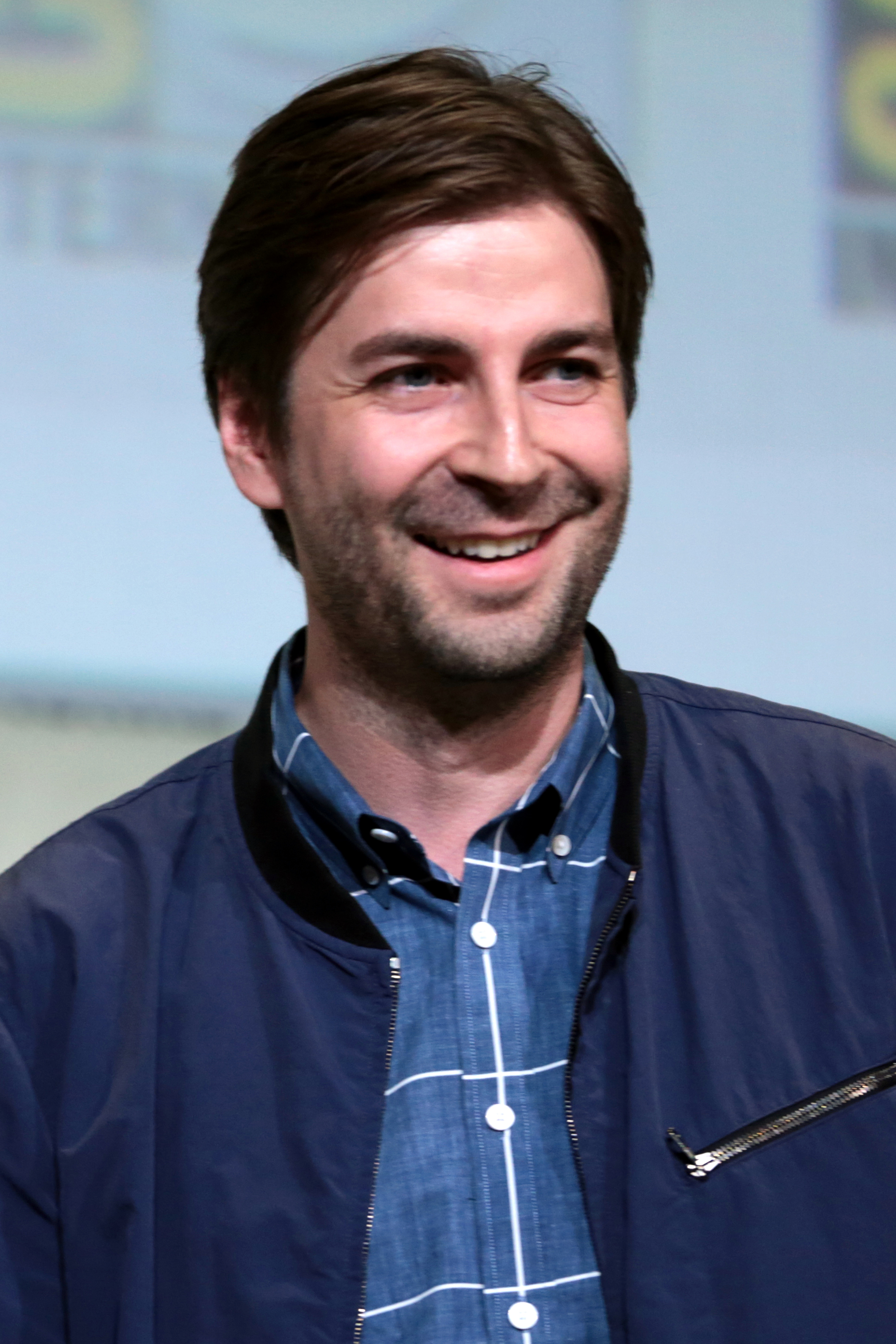
《蜘蛛人：返校日》及其續集《蜘蛛人：離家日》導演強·華茲

彼得·帕克與同學和老師一起遠赴歐洲，展開夏季考察之旅。途中尼克·弗瑞招募他與「神秘法師」昆汀·貝克共同對抗元素眾。
2016年12月，索尼影業計劃於2019年7月5日發行《蜘蛛人：返校日》的續集。一年後，強·華茲確認回歸執導影片，首部電影編劇克里斯·麥肯納 (編劇)和艾瑞克·桑默斯回歸寫續集撰寫劇本。2018年6月，主演湯姆·霍蘭德透露影片標題《蜘蛛人：離家日》（Spider-Man: Far From Home）。2018年7月上旬，影片在倫敦開機，還在捷克、威尼斯和紐約取景。電影於2018年10月殺青。2019年4月之前，《蜘蛛人：離家日》被認為是第四階段的首部影片，但是隨後監製凱文·費吉表示影片仍歸屬於第三階段。凱文·費吉還表示前三個階段合稱為「無限傳奇」。《蜘蛛人：離家日》於2019年6月26日在好萊塢舉行首映禮，2019年7月2日在北美公映。
電影的時間設定於《復仇者聯盟：終局之戰》事件的8個月之後。山繆·傑克森和蔻碧·史莫德再次分別出演尼克·福瑞和瑪莉亞·希爾。J·K·西蒙斯飾演的J·喬納·詹姆森出現於片尾字幕中段的彩蛋中。在第二個彩蛋中，班·曼德森和莎朗·布萊再次出演他們在電影《驚奇隊長》中的角色塔洛斯和索倫（Soren）。

## 時間線
類似於第二階段，在第三階段，導演安東尼·羅素和約瑟夫·羅素意欲將影片故事設定的時間與現實時間基本重合，因此《美國隊長3：英雄內戰》設定於《復仇者聯盟2：奧創紀元》事件的一年之後，《復仇者聯盟3：無限之戰》設定於《復仇者聯盟2：奧創紀元》的兩年之後。但是監製布拉德·溫德鮑姆表示第三階段的影片故事設定的時間會有一定程度的「彼此重疊」。《黑豹》和《蜘蛛人：返校日》故事時間分別設定於《美國隊長3：英雄內戰》的一週和兩個月以後。《雷神索爾3：諸神黃昏》故事時間設定於《雷神索爾2：黑暗世界》的四年之後，《復仇者聯盟2：奧創紀元》的兩年之後，和《美國隊長3：英雄內戰》以及《蜘蛛人：返校日》故事時間接近。《奇異博士》的故事發生時間持續一年左右，在結尾處「跟上漫威電影宇宙系列其餘部分的最新發展」。《蟻人與黃蜂女》設定於《美國隊長3：英雄內戰》的兩年之後，《復仇者聯盟3：無限之戰》兩週前。《星際異攻隊》和《星際異攻隊2》故事時間均設定於2014年。《復仇者聯盟3：無限之戰》之後，安東尼·羅素和約瑟夫·羅素表示未來的漫威電影中故事設定的時間不必與現實時間一致，存在諸多富有創意的方式講述這些故事。《驚奇隊長》設定於1995年。《復仇者聯盟4：終局之戰》開篇銜接《復仇者聯盟3：無限之戰》的故事，跳過彈指事件發生之後的五年時間，主體故事發生於2023年。《復仇者聯盟4：終局之戰》同時明確多部其他影片故事發生的準確時間節點，《復仇者聯盟》故事時間設定於2012年，《雷神索爾2：黑暗世界》故事時間設定於2013年，《星際異攻隊》故事時間設定於2014年，《奇異博士》故事時間設定於2017年左右，《蟻人與黃蜂女》故事時間設定於2018年。《蜘蛛人：離家日》設定於《復仇者聯盟4：終局之戰》事件的八個月之後，即故事發生於2024年。

## 演員及角色
| 角色                              | 美國隊長3：英雄內戰 | 奇異博士          | 星際異攻隊2     | 蜘蛛人：返校日 | 雷神索爾3：諸神黃昏 | 黑豹            | 復仇者聯盟3：無限之戰 | 蟻人與黃蜂女     | 驚奇隊長        | 復仇者聯盟：終局之戰 | 蜘蛛人：離家日 |
| 角色                              | 2016                | 2016              | 2017            | 2017           | 2017                | 2018            | 2018                  | 2018             | 2019            | 2019                 | 2019           |
| --------------------------------- | ------------------- | ----------------- | --------------- | -------------- | ------------------- | --------------- | --------------------- | ---------------- | --------------- | -------------------- | -------------- |
| 古一                              |                     | 蒂達·史雲頓       |                 |                |                     |                 |                       |                  |                 | 蒂達·史雲頓          |                |
| 布魯斯·班納 浩克                  |                     |                   |                 |                | 麥克·雷法路         |                 | 麥克·雷法路           |                  | 麥克·雷法路客   | 麥克·雷法路          |                |
| 巴奇·巴恩斯 酷寒戰士/白狼         | 賽巴斯汀·史坦       |                   |                 |                |                     | 賽巴斯汀·史坦客 | 賽巴斯汀·史坦         |                  |                 | 賽巴斯汀·史坦        |                |
| 克林特·巴頓 鷹眼                  | 傑瑞米·雷納         |                   |                 |                |                     |                 |                       |                  |                 | 傑瑞米·雷納          |                |
| 卡蘿·丹佛斯 驚奇隊長              |                     |                   |                 |                |                     |                 |                       |                  | 布麗·拉森       | 布麗·拉森            |                |
| 毀滅者德克斯                      |                     |                   | 戴夫·巴帝斯塔   |                |                     |                 | 戴夫·巴帝斯塔         |                  |                 | 戴夫·巴帝斯塔        |                |
| 尼克·福瑞                         |                     |                   |                 |                |                     |                 | 山繆·傑克森客         |                  | 山繆·傑克森     | 山繆·傑克森          | 山繆·傑克森    |
| 葛摩菈                            |                     |                   | 柔伊·莎達娜     |                |                     |                 | 柔伊·莎達娜           |                  |                 | 柔伊·莎達娜          |                |
| 格魯特                            |                     |                   | 馮·迪索音       |                |                     |                 | 馮·迪索音             |                  |                 | 馮·迪索音            |                |
| 海姆達爾                          |                     |                   |                 |                | 伊卓瑞斯·艾巴       |                 | 伊卓瑞斯·艾巴         |                  |                 |                      |                |
| 瑪莉亞·希爾                       |                     |                   |                 |                |                     |                 | 蔻碧·史莫德客         |                  |                 | 蔻碧·史莫德          | 蔻碧·史莫德    |
| 快樂·霍根                         |                     |                   |                 | 強·法夫洛      |                     |                 |                       |                  |                 | 強·法夫洛            | 強·法夫洛      |
| 羅傑·哈靈頓                       |                     |                   |                 | 馬丁·斯塔爾    |                     |                 |                       |                  |                 |                      | 馬丁·斯塔爾    |
| 蜜雪兒·「MJ」·瓊斯                |                     |                   |                 | 辛蒂亞         |                     |                 |                       |                  |                 |                      | 辛蒂亞         |
| 克拉林根                          |                     |                   | 西恩·昆恩       |                |                     |                 |                       |                  |                 | 西恩·昆恩            |                |
| 凱西·朗恩                         |                     |                   |                 |                |                     |                 |                       | 艾比·萊德·福特森 |                 | 艾瑪·富爾曼          |                |
| 史考特·朗恩 蟻人                  | 保羅·路德           |                   |                 |                |                     |                 |                       | 保羅·路德        |                 | 保羅·路德            |                |
| 奈德·利茲                         |                     |                   |                 | 雅各布·貝塔隆  |                     |                 | 雅各布·貝塔隆         |                  |                 | 雅各布·貝塔隆        | 雅各布·貝塔隆  |
| 洛基                              |                     |                   |                 |                | 湯姆·希德斯頓       |                 | 湯姆·希德斯頓         |                  |                 | 湯姆·希德斯頓        |                |
| 螳螂女                            |                     |                   | 龐·克萊門捷夫   |                |                     |                 | 龐·克萊門捷夫         |                  |                 | 龐·克萊門捷夫        |                |
| 汪達·麥西莫夫                     | 伊莉莎白·歐森       |                   |                 |                |                     |                 | 伊莉莎白·歐森         |                  |                 | 伊莉莎白·歐森        |                |
| 恩巴庫                            |                     |                   |                 |                |                     | 溫斯頓·杜克     | 溫斯頓·杜克           |                  |                 | 溫斯頓·杜克          |                |
| 涅布拉                            |                     |                   | 凱倫·吉蘭       |                |                     |                 | 凱倫·吉蘭             |                  |                 | 凱倫·吉蘭            |                |
| 奧科耶                            |                     |                   |                 |                |                     | 達娜·古瑞拉     | 達娜·古瑞拉           |                  |                 | 達娜·古瑞拉          |                |
| 梅·帕克                           | 瑪麗莎·托梅         |                   |                 | 瑪麗莎·托梅    |                     |                 |                       |                  |                 | 瑪麗莎·托梅          | 瑪麗莎·托梅    |
| 彼得·帕克 蜘蛛人                  | 湯姆·霍蘭德         |                   |                 | 湯姆·霍蘭德    |                     |                 | 湯姆·霍蘭德           |                  |                 | 湯姆·霍蘭德          | 湯姆·霍蘭德    |
| 小辣椒·波茲                       |                     |                   |                 | 葛妮絲·派特洛  |                     |                 | 葛妮絲·派特洛         |                  |                 | 葛妮絲·派特洛        |                |
| 漢克·皮姆                         |                     |                   |                 |                |                     |                 |                       | 麥可·道格拉斯    |                 | 麥可·道格拉斯        |                |
| 彼得·奎爾 星爵                    |                     |                   | 克里斯·普瑞特   |                |                     |                 | 克里斯·普瑞特         |                  |                 | 克里斯·普瑞特        |                |
| 拉瑪達                            |                     |                   |                 |                |                     | 安琪拉·貝瑟     |                       |                  |                 | 安琪拉·貝瑟          |                |
| 詹姆斯·羅德 戰爭機器 / 鋼鐵愛國者 | 唐·錢德爾           |                   |                 |                |                     |                 | 唐·錢德爾             |                  | 唐·錢德爾客     | 唐·錢德爾            |                |
| 火箭                              |                     |                   | 布萊德利·庫柏音 |                |                     |                 | 布萊德利·庫柏音       |                  |                 | 布萊德利·庫柏音      |                |
| 史提芬·羅傑斯 美國隊長            | 克里斯·伊凡         |                   |                 | 克里斯·伊凡    |                     |                 | 克里斯·伊凡           |                  | 克里斯·伊凡客   | 克里斯·伊凡          |                |
| 娜塔莎·羅曼諾夫 黑寡婦            | 史嘉蕾·喬韓森       |                   |                 |                |                     |                 | 史嘉蕾·喬韓森         |                  | 史嘉蕾·喬韓森客 | 史嘉蕾·喬韓森        |                |
| 艾佛瑞特·羅斯                     | 馬丁·費里曼         |                   |                 |                |                     | 馬丁·費里曼     |                       |                  |                 |                      |                |
| 賽迪斯·羅斯                       | 威廉·赫特           |                   |                 |                |                     |                 | 威廉·赫特             |                  |                 | 威廉·赫特            |                |
| 布洛克·朗姆洛 交叉骨              | 法蘭克·葛里洛       |                   |                 |                |                     |                 |                       |                  |                 | 法蘭克·葛里洛        |                |
| 舒莉                              |                     |                   |                 |                |                     | 莉蒂西亞·萊特   | 莉蒂西亞·萊特         |                  |                 | 莉蒂西亞·萊特        |                |
| 東尼·史塔克 鋼鐵人                | 小勞勃·道尼         |                   |                 | 小勞勃·道尼    |                     |                 | 小勞勃·道尼           |                  |                 | 小勞勃·道尼          |                |
| 塔洛斯                            |                     |                   |                 |                |                     |                 |                       |                  | 班·曼德森       |                      | 班·曼德森客    |
| 薩諾斯                            |                     |                   |                 |                |                     |                 | 喬許·布洛林           |                  |                 | 喬許·布洛林          |                |
| 史蒂芬·史傳奇 奇異博士            |                     | 班奈狄克·康柏拜區 |                 |                | 班奈狄克·康柏拜區   |                 | 班奈狄克·康柏拜區     |                  |                 | 班奈狄克·康柏拜區    |                |
| 帝查拉 黑豹                       | 查德威克·鮑斯曼     |                   |                 |                |                     | 查德威克·鮑斯曼 | 查德威克·鮑斯曼       |                  |                 | 查德威克·鮑斯曼      |                |
| 索爾                              |                     | 克里斯·漢斯沃客   |                 |                | 克里斯·漢斯沃       |                 | 克里斯·漢斯沃         |                  |                 | 克里斯·漢斯沃        |                |
| 荷普·汎·戴茵 黃蜂女               |                     |                   |                 |                |                     |                 |                       | 伊凡潔琳·莉莉    |                 | 伊凡潔琳·莉莉        |                |
| 珍娜·汎·戴茵                      |                     |                   |                 |                |                     |                 |                       | 蜜雪兒·菲佛      |                 | 蜜雪兒·菲佛          |                |
| 瓦爾基麗 女武神                   |                     |                   |                 |                | 泰莎·湯普森         |                 |                       |                  |                 | 泰莎·湯普森          |                |
| 幻視                              | 保羅·畢丹尼         |                   |                 |                |                     |                 | 保羅·畢丹尼           |                  |                 |                      |                |
| 山姆·威爾森 獵鷹                  | 安東尼·麥基         |                   |                 |                |                     |                 | 安東尼·麥基           |                  |                 | 安東尼·麥基          |                |
| 王                                |                     | 黃凱旋            |                 |                |                     |                 | 黃凱旋                |                  |                 | 黃凱旋               |                |

## 音樂

### 電影原聲帶
| 序 | 名稱                       | 美國發行日期   | 時長    | 作曲            | 音樂廠牌             |
| -- | -------------------------- | -------------- | ------- | --------------- | -------------------- |
| 13 | 《美國隊長3：英雄內戰》    | 2016年5月6日   | 1:09:09 | 亨利·傑克曼     | 好萊塢唱片／漫威音樂 |
| 14 | 《奇異博士》               | 2016年10月21日 | 1:06:28 | 麥可·吉亞奇諾   | 好萊塢唱片／漫威音樂 |
| 15 | 《星際異攻隊2》            | 2017年4月21日  | 0:43:34 | 泰勒·貝茲       | 好萊塢唱片／漫威音樂 |
| 16 | 《蜘蛛人：返校日》         | 2017年7月7日   | 1:06:40 | 麥可·吉亞奇諾   | 索尼經典             |
| 17 | 《雷神索爾3：諸神黃昏》    | 2017年10月20日 | 1:12:52 | 馬克·馬瑟斯鮑夫 | 好萊塢唱片／漫威音樂 |
| 18 | 《黑豹》                   | 2018年2月16日  | 1:35:07 | 路德維希·約蘭森 | 好萊塢唱片／漫威音樂 |
| 19 | 《復仇者聯盟3：無限之戰》  | 2018年4月27日  | 1:11:36 | 亞倫·席維斯崔   | 好萊塢唱片／漫威音樂 |
| 20 | 《蟻人與黃蜂女》           | 2018年7月6日   | 0:56:13 | 克里斯多福·貝克 | 好萊塢唱片／漫威音樂 |
| 21 | 《驚奇隊長》               | 2019年3月8日   | 1:07:28 | 派娜·托普拉克   | 好萊塢唱片／漫威音樂 |
| 22 | 《復仇者聯盟4：終局之戰 》 | 2019年4月26日  | 1:56:00 | 亞倫·席維斯崔   | 好萊塢唱片／漫威音樂 |
| 23 | 《蜘蛛人：離家日》         | 2019年7月2日   | 1:19:43 | 麥可·吉亞奇諾   | 索尼經典             |

### 合輯
| 名稱 | 美國發行日期  | 時長  | 音樂廠牌                                |
| ---- | ------------- | ----- | --------------------------------------- |
|      | 2017年4月21日 | 51:59 | 好萊塢唱片／漫威音樂                    |
|      | 2018年2月9日  | 49:12 | 新視鏡唱片／Top Dawg娛樂／Aftermath娛樂 |

### 單曲
| 名稱 | 美國發行日期  | 時長 | 作曲                                              | 音樂廠牌                                |
| ---- | ------------- | ---- | ------------------------------------------------- | --------------------------------------- |
|      | 2018年1月4日  | 3:56 | 肯德里克·拉馬爾和SZA                              | 新視鏡唱片／Top Dawg娛樂／Aftermath娛樂 |
|      | 2018年1月11日 | 3:50 | 傑·羅克、肯德里克·拉馬爾、未來小子和詹姆斯·布雷克 | 新視鏡唱片／Top Dawg娛樂／Aftermath娛樂 |
|      | 2018年2月2日  | 3:31 | 肯德里克·拉馬爾和威肯                             | 新視鏡唱片／Top Dawg娛樂／Aftermath娛樂 |

## 家庭媒體
| 序 | 電影                      | 數位版發行日期 | DVD/藍光發行日期 |
| -- | ------------------------- | -------------- | ---------------- |
| 13 | 《美國隊長3：英雄內戰》   | 2016年9月2日   | 2016年9月13日    |
| 14 | 《奇異博士》              | 2017年2月14日  | 2017年2月28日    |
| 15 | 《星際異攻隊2》           | 2017年8月8日   | 2017年8月22日    |
| 16 | 《蜘蛛人：返校日》        | 2017年9月26日  | 2017年10月17日   |
| 17 | 《雷神索爾3：諸神黃昏》   | 2018年2月20日  | 2018年3月6日     |
| 18 | 《黑豹》                  | 2018年5月8日   | 2018年5月15日    |
| 19 | 《復仇者聯盟3：無限之戰》 | 2018年7月31日  | 2018年8月14日    |
| 20 | 《蟻人與黃蜂女》          | 2018年10月2日  | 2018年10月16日   |
| 21 | 《驚奇隊長》              | 2019年5月28日  | 2019年6月11日    |
| 22 | 《復仇者聯盟4：終局之戰》 | 2019年7月30日  | 2019年8月13日    |
| 23 | 《蜘蛛人：離家日》        | 2019年9月17日  | 2019年10月1日    |

## 迴響

### 票房表現
無論是否考慮經濟通貨膨脹，漫威電影宇宙系列電影均是全球最高票房的系列電影，共計達到275億美元，其中第三階段總票房超過135億美元。第三階段是漫威電影宇宙當前收穫票房最高的階段，有6部影片的票房超過10億美元，其中《復仇者聯盟3：無限之戰》和《復仇者聯盟4：終局之戰》均超過20億美元。不考慮通貨膨脹，《復仇者聯盟3：無限之戰》的票房最高達到全球第五。《復仇者聯盟4：終局之戰》成為全球最高票房的超級英雄電影，在電影開畫11天時間之後超過《復仇者聯盟3：無限之戰》，於2019年7月21日超過《阿凡達》。《阿凡達》自2009年上映以來，成為全球最高票房電影將近10年。2019年，漫威電影宇宙的3部電影《驚奇隊長》、《復仇者聯盟4：終局之戰》和《蜘蛛人：離家日》的全球票房均超過10億美元。《蜘蛛人：離家日》成為蜘蛛人系列電影中第一部超過10億美元的影片。
| 序   | 電影                      | 美國上映日期  | 票房收入       | 票房收入       | 票房收入        | 票房歷史總榜排名 | 票房歷史總榜排名 | 製作成本       | 來源                    |
| 序   | 電影                      | 美國上映日期  | 北美           | 北美之外       | 全球            | 北美             | 全球             | 製作成本       | 來源                    |
| ---- | ------------------------- | ------------- | -------------- | -------------- | --------------- | ---------------- | ---------------- | -------------- | ----------------------- |
| 13   | 《美國隊長3：英雄內戰》   | 2016年5月6日  | $408,084,349   | $745,253,147   | $1,153,337,496  | 36               | 24               | $2.50億        | [ 312 ] [ 313 ]         |
| 14   | 《奇異博士》              | 2016年11月4日 | $232,641,920   | $445,154,156   | $677,796,076    | 161              | 142              | $1.65億        | [ 314 ] [ 315 ]         |
| 15   | 《星際異攻隊2》           | 2017年5月5日  | $389,813,101   | $473,942,950   | $863,756,051    | 44               | 80               | $2.00億        | [ 316 ]                 |
| 16   | 《蜘蛛人：返校日》        | 2017年7月7日  | $334,201,140   | $545,965,784   | $880,166,924    | 70               | 72               | $1.75億        | [ 317 ]                 |
| 17   | 《雷神索爾3：諸神黃昏》   | 2017年11月3日 | $315,058,289   | $538,925,590   | $853,983,879    | 86               | 83               | $1.80億        | [ 318 ]                 |
| 18   | 《黑豹》                  | 2018年2月16日 | $700,426,566   | $647,171,407   | $1,347,597,973  | 5                | 14               | $2.00億        | [ 319 ] [ 320 ]         |
| 19   | 《復仇者聯盟3：無限之戰》 | 2018年4月27日 | $678,815,482   | $1,369,544,272 | $2,048,359,754  | 7                | 6                | $3.25–4.00億   | [ 321 ] [ 322 ] [ 323 ] |
| 20   | 《蟻人與黃蜂女》          | 2018年7月6日  | $216,648,740   | $406,025,399   | $622,674,139    | 190              | 165              | $1.62億        | [ 324 ] [ 325 ]         |
| 21   | 《驚奇隊長》              | 2019年3月8日  | $426,829,839   | $701,633,133   | $1,128,462,972  | 27               | 28               | $1.50–1.75億   | [ 326 ] [ 327 ]         |
| 22   | 《復仇者聯盟4：終局之戰》 | 2019年4月26日 | $858,373,000   | $1,939,427,564 | $2,797,800,564  | 2                | 2                | $3.56–4.00億   | [ 328 ] [ 329 ]         |
| 23   | 《蜘蛛人：離家日》        | 2019年7月2日  | $390,532,085   | $741,395,911   | $1,131,927,996  | 43               | 27               | $1.60億        | [ 330 ]                 |
| 總計 | 總計                      | 總計          | $4,951,424,511 | $8,553,808,155 | $13,505,232,666 | –                | –                | $22.94–24.03億 |                         |

### 評價
2018年4月，的喬什·庫普（Josh Kurp）認為第三階段是所有漫威電影宇宙階段中最優秀的。2018年6月，的康納·史威特費格（Conner Schwerdtfeger）認為第三階段因其多樣化的電影製作風格成為漫威當前的最佳階段。
| 序 | 電影                      | 專業評價         | 專業評價       | 公眾評價 |
| 序 | 電影                      | 爛番茄           | Metacritic     | 影院評分 |
| -- | ------------------------- | ---------------- | -------------- | -------- |
| 13 | 《美國隊長3：英雄內戰》   | 91%（406篇評論） | 75（53篇評論） | A        |
| 14 | 《奇異博士》              | 89%（364篇評論） | 72（49篇評論） | A        |
| 15 | 《星際異攻隊2》           | 85%（403篇評論） | 67（48篇評論） | A        |
| 16 | 《蜘蛛人：返校日》        | 92%（384篇評論） | 73（51篇評論） | A        |
| 17 | 《雷神索爾3：諸神黃昏》   | 93%（409篇評論） | 74（51篇評論） | A        |
| 18 | 《黑豹》                  | 97%（494篇評論） | 88（55篇評論） | A+       |
| 19 | 《復仇者聯盟3：無限之戰》 | 85%（455篇評論） | 68（53篇評論） | A        |
| 20 | 《蟻人與黃蜂女》          | 88%（417篇評論） | 70（56篇評論） | A−       |
| 21 | 《驚奇隊長》              | 78%（504篇評論） | 64（56篇評論） | A        |
| 22 | 《復仇者聯盟4：終局之戰》 | 94%（505篇評論） | 78（57篇評論） | A+       |
| 23 | 《蜘蛛人：離家日》        | 91%（427篇評論） | 69（55篇評論） | A        |

## 衍生媒體

### 短片
| 序 | 短片           | 美國發行日期  | 導演          | 編劇          | 監製                                      | 時長 | 收錄於影片              |
| -- | -------------- | ------------- | ------------- | ------------- | ----------------------------------------- | ---- | ----------------------- |
| 1  | 《雷神小隊》   | 2016年7月23日 | 塔伊加·維迪提 | 塔伊加·維迪提 | 塔伊加·維迪提、布拉德·溫德鮑姆和凱文·費吉 | 4分  | 《美國隊長3：英雄內戰》 |
| 2  | 《雷神小隊2》  | 2017年2月28日 | 塔伊加·維迪提 | 塔伊加·維迪提 | 塔伊加·維迪提、布拉德·溫德鮑姆和凱文·費吉 | 5分  | 《奇異博士》            |
| 3  | 《戴瑞爾小隊》 | 2018年2月20日 | 塔伊加·維迪提 | 塔伊加·維迪提 | 塔伊加·維迪提、布拉德·溫德鮑姆和凱文·費吉 | 6分  | 《雷神索爾3：諸神黃昏》 |

### 漫画書
| 標題                                                        | 期數 | 出版日期       | 出版日期       |
| 標題                                                        | 期數 | 首期           | 終期           |
| ----------------------------------------------------------- | ---- | -------------- | -------------- |
| Marvel's Captain America: Civil War Prelude                 | 4    | 2015年12月16日 | 2016年1月27日  |
| Marvel's Captain America: Civil War Prelude Infinite Comic  | 1    | 2016年2月10日  | 2016年2月10日  |
| Marvel's Doctor Strange Prelude                             | 2    | 2016年7月6日   | 2016年8月24日  |
| Marvel's Doctor Strange Prelude Infinite Comic – The Zealot | 1    | 2016年9月7日   | 2016年9月7日   |
| Marvel's Guardians of the Galaxy Vol. 2 Prelude             | 2    | 2017年1月4日   | 2017年2月1日   |
| Spider-Man: Homecoming Prelude                              | 2    | 2017年3月1日   | 2017年4月5日   |
| Marvel's Thor: Ragnarok Prelude                             | 4    | 2017年7月5日   | 2017年8月16日  |
| Marvel's Black Panther Prelude                              | 2    | 2017年10月18日 | 2017年11月15日 |
| Marvel's Avengers: Infinity War Prelude                     | 2    | 2018年1月24日  | 2018年2月28日  |
| Marvel's Ant-Man and the Wasp Prelude                       | 2    | 2018年3月7日   | 2018年4月4日   |
| Marvel's Captain Marvel Prelude                             | 1    | 2018年11月14日 | 2018年11月14日 |
| Marvel's Avengers: Endgame Prelude                          | 3    | 2018年12月5日  | 2019年2月20日  |
| Spider-Man: Far From Home Prelude                           | 2    | 2019年3月27日  | 2019年4月24日  |

### 遊戲
| 遊戲                         | 美國發行日期  | 發行商                        | 開發商   | 平台                                  | 平台       | 平台 |
| 遊戲                         | 美國發行日期  | 發行商                        | 開發商   | 家用遊戲機／個人電腦                  | 掌上遊戲機 | 手機 |
| ---------------------------- | ------------- | ----------------------------- | -------- | ------------------------------------- | ---------- | ---- |
| 蜘蛛人：返校日——虛擬現實體驗 | 2017年6月30日 | Sony Pictures Virtual Reality | CreateVR | PlayStation VR, HTC Vive, Oculus Rift | –          | –    |
| 蜘蛛人：離家日——虛擬現實體驗 | 2019年6月25日 | Sony Pictures Virtual Reality | CreateVR | PlayStation VR, HTC Vive, Oculus Rift | –          | –    |